# Mary Butters
Mary Butters (Carrickfergus, c.1770 – después de 1839), a veces registrada como Mary Buttles o Mary Butlers, fue una curandera irlandesa conocida como la bruja Carnmoney.

## Biografía
Mary Butters nació en Carrickfergus, Condado de Antrim alrededor de 1770. Carrickfergus había sido testigo del juicio a las brujas de Islandmagee a principios del siglo XVIII. Desde muy joven, Butters practicó magia blanca, utilizando remedios supersticiosos o a base de hierbas para curar dolencias físicas y de otro tipo. Se la conocía sobre todo por curar vacas supuestamente embrujadas. Dada la importancia del ganado en la agricultura irlandesa de la época, el miedo a que las vacas estuvieran embrujadas era muy común, y se creía que un hechizo malévolo hacía imposible batir mantequilla con su leche.

### Bruja de Carnmoney
Un martes por la noche de principios de agosto de 1807, Butters fue llevada a Carnmoney, cerca de Carrickfergus, para atender a una vaca embrujada. Elizabeth Montgomery, esposa de Alexander Montgomery, sastre, creía que una de las mujeres de Carrick Town había embrujado a su vaca. Butters intentó batir un poco de mantequilla con la leche, pero no pudo hacerlo. Envió a Alexander y a un joven llamado Carnaghan al establo a las diez de la noche, les dijo que se pusieran los chalecos del revés y que permanecieran de pie junto a la vaca hasta que ella los llamara. Butters se quedó en la casa con Elizabeth, su hijo David, Margaret Lee y una anciana. Allí realizó algunas curas tradicionales, como poner alfileres, clavos torcidos y agujas en una olla con leche dulce al fuego. Ordenó sellar la casa, bloqueando todas las salidas, para que el humo pudiera limpiar la casa. Al amanecer, sin noticias de la casa, Alexander volvió para investigar. Derribó la puerta, donde encontró a las cuatro personas tendidas en el suelo. Butters y Lee respiraban, pero Elizabeth y David estaban muertos. Lee murió a los pocos minutos de ser descubierta, pero Butters se recuperó tras ser arrojada sobre un montón de estiércol y ser pateada repetidamente por Alexander. Otros informes dicen que ella revivió cuando una turba la llevó al borde de una cantera y amenazó con arrojarla allí a menos que devolviera la vida a las tres personas. Se dice que ella apaciguó a la multitud diciéndoles que tendría que regresar a la casa para realizar el rito para revivir a los muertos.
El 19 de agosto, el forense James Stewart celebró una investigación. Presentó pruebas detalladas contra Butters, que dieron lugar a  que el jurado concluyera que las muertes se debieron a la asfixia provocada por el brebaje sulfuroso que Butters estaba cocinando para curar a la vaca enferma. Fue encarcelada en la prisión de Carrickfergus. En 1808, Butters fue llevada ante el tribunal de las sesiones de primavera, pero todos los cargos fueron desestimados por una proclamación que declaró que las muertes fueron el resultado de un desafortunado accidente. Butters afirmó que había sido "un hombre [de] negro" (nombre común para el diablo en brujería) quien apareció en la casa y los atacó a todos con un gran garrote. Un relato detallado de Butters, su camino y su vida posterior proviene de The Butter Stealing Witch and the Plowshare, escrito por William Orr McGraw.

## Vida posterior y legado
Inusualmente para la época, Butters, entonces conocida como la "bruja de Carnmoney", no sufrió consecuencias como resultado de este evento. Se escribió una balada humorística contemporánea y se cree que es el único poema sobre brujería irlandesa que se conserva. Tras trasladarse a la zona de Carnmoney, Butters siguió tratando a las vacas embrujadas de la zona. También ayudaba a aquellos que habían perdido sus caballos por robo, elaborando algún tipo de castigo.
No hay registro de Mary Butters, Buttles o Butlers en los archivos parroquiales de Carrickfergus o Carnmoney. No hay ninguna lápida o marcador con su nombre, ni anuncios de nacimiento, matrimonio o defunción en el Belfast News-Letter entre 1800 y 1860. Tampoco aparece en las memorias del Ordnance Survey para Carrickfergus. Sin embargo, una memoria de la parroquia de Carnmoney registra una Mary Butters viviendo en Carrickfergus el 28 de abril de 1839. McGraw documenta que Mary Butters murió en Carrickfergus "a una edad avanzada".